# Ben Finegold
Benjamin Philip Finegold (* 6. September 1969 in Detroit) ist ein US-amerikanischer Schachspieler.

## Erfolge
Neben Dutzenden Schachturnieren im Mittleren Westen, vor allem in Michigan, gewann er das U.S. Open in Chicago 1994 (geteilt) und in Cherry Hill, New Jersey 2007 (geteilt). Den Titel Internationaler Meister erhielt er 1990, Großmeister ist er seit 2009. Die Normen für seinen GM-Titel erzielte er beim 30. World-Open 2002 in Philadelphia (vierter Platz, punktgleich mit dem Gewinner Kamil Mitoń), bei einem Einladungsturnier in Lincolnwood, Illinois 2005 sowie in der B-Gruppe des Spice Cups in Lubbock 2009.
Finegold spielte in der Saison 1989/90 bei den SF Dortmund-Brackel in der deutschen Schachbundesliga. In der United States Chess League spielte er von 2010 bis 2014 für die Mannschaft der St. Louis Arch Bishops, mit der er 2014 Meister wurde.
Ben Finegold ist auch als Schachtrainer und Schachturnierorganisator tätig. Er tritt in Schachlehrvideos auf YouTube in Erscheinung. Zu Ehren von Ben Finegolds Vater Ron, der selber in den 1960er-Jahren zu den Top 50 der US-Schachspieler gehörte, wurde am von Ben Finegold gegründeten Chess Club and Scholastic Center of Atlanta am 31. März und 1. April 2018 das erste Ron Finegold Memorial als Schachturnier abgehalten.
|   | a | b | c | d | e | f | g | h |   |
| 8 |   |   |   |   |   |   |   |   | 8 |
| 7 |   |   |   |   |   |   |   |   | 7 |
| 6 |   |   |   |   |   |   |   |   | 6 |
| 5 |   |   |   |   |   |   |   |   | 5 |
| 4 |   |   |   |   |   |   |   |   | 4 |
| 3 |   |   |   |   |   |   |   |   | 3 |
| 2 |   |   |   |   |   |   |   |   | 2 |
| 1 |   |   |   |   |   |   |   |   | 1 |
|   | a | b | c | d | e | f | g | h |   |

## Ciaffone-Finegold-Verteidigung
In Hannes Langrocks Buch The Modern Morra Gambit: A Dynamic Weapon Against the Sicilian wird die Ciaffone-Finegold-Verteidigung (auch als Finegold-Verteidigung bekannt) im Morra-Gambit der Sizilianischen Verteidigung als eigenständige Variante erwähnt:
1. e2–e4 c7–c5 2. d2–d4 c5xd4 3. c2–c3 d4xc3 4. Sb1xc3 d7–d6 5. Sg1–f3 e7–e6 6. Lf1–c4 Lf8–e7 7. 0–0 Sg8–f6 8. Dd1–e2 a7–a6.

## Veröffentlichungen
- Smith-Morra Gambit Finegold Defense. Gameplayer, USA 2000, ISBN 0-9661007-3-5 (gemeinsam mit Bob Ciaffone).
- Chess with Ben Finegold. Chess Tactics for Scholastic Players. 3 DVDs.